# 墨西哥城地鐵12號線
墨西哥城地鐵12號線（西班牙語：Línea 12 del Metro de la Ciudad de México）是墨西哥城地鐵最新的一條路線，全長20.278公里，共20個車站。

## 事故
2021年5月3日，奧利沃斯站附近的一段高架橋坍塌，造成列車上至少23人死亡，80人受傷。